# Le Diamant
Le Diamant ist eine französische Gemeinde im Übersee-Département Martinique. Sie ist ein Mitglied des Gemeindeverbandes Communauté d’agglomération de l’Espace Sud de la Martinique. Le Diamant war bis zu dessen Auflösung 2015 Hauptort und die einzige Gemeinde im Kanton Le Diamant, der im Arrondissement Le Marin lag. Namensgebend ist der Rocher du Diamant (französisch Diamantfelsen).

## Sport
In Le Diamant gibt es das Stadion Armand Ribier, eine Rugbyschule sowie Vereine, die Rugbys, Fußball und Athletik anbieten.

## Bevölkerungsentwicklung
| 1961 | 1967 | 1974 | 1982 | 1990 | 1999 | 2006 | 2007 | 2011 |
| ---- | ---- | ---- | ---- | ---- | ---- | ---- | ---- | ---- |
| 2225 | 2246 | 2007 | 2384 | 3343 | 3958 | 5397 | 5602 | 6025 |